# 神话 (组合)
神話（： Shinhwa)，是韓國SM娛樂於1998年推出的六人男子音樂團體，成員包括隊長Eric、李玟雨、金烔完、申彗星、JunJin、Andy。神話是韓國國內出道至今沒有成員更替、一直維持至今、從未解散的組合。

## 經歷
1998年3月24日，神話六人參加KMTV Show Music Tank正式出道。團體問候語為「我們是神話。(우리는 신화입니다)」，並將手向前平伸；全稱為「向彗星一樣前進，我們是神話」。團體的代表顏色是橘色，歌迷官方名稱為「神話創造（신화창조 ShinhwaChangjo）」。
出道時隸屬韓國著名經紀公司SM Entertainment。2003年5月1日，神話未與SM Entertainment續約，8日結束雙方五年合約。同年6月六人轉投到Good Entertainment，開始新的演藝生涯，並且繼續使用「神話」的名號。
2011年8月，成員們共同成立了在神話活動期間處理一切事務的公司「Shinhwa Company」，Eric、李玟雨為共同代表，金烔完、申彗星、JunJin、Andy為股東。
2014年8月29日，因商標使用權糾紛，公司名從「SHINHWA COMPANY」更改为「SHINCOM ENTERTAINMENT」。
2015年5月29日，SHINCOM與擁有神話商標權的Joon Media於27日參與了首爾高等法院的調停，接受了法院提出的調停案，之前雙方因存在異議，法院於上月20日下達了強制調停，最終雙方就商標權達成最終協定。
神話在組合出道第17年終於真正獲得自己名字的商標權。而取回商標權後，所屬經紀公司將從SHINCOM娛樂重新更名為2011年註冊的「Shinhwa Company」。
2022年8月17日，經紀公司LIVEWORKS COMPANY宣布成員李玟雨、金烔完、前進（朴忠栽）將於組成子團「SHINHWA WDJ」推出專輯。這是神話自1998年出道24年以來，首次推出子團。同年12月6日，神話WDJ推出首張迷你專輯《Come To Life》，並於12月30,31日在韓國蠶室室內體育館舉辦《2022 SHINHWA WDJ CONCERT – COME TO LIFE》專場演唱會。

## 成員資料
| Eric   | 에릭   | Eric         | 文晸赫 | 문정혁 | Moon Junghyuk  | 1979年2月16日 · 首爾特別市江南區大峙洞  |
| 李玟雨 | 이민우 | Lee Minwoo   | 李玟雨 | 이민우 | Lee Minwoo     | 1979年7月28日 · 全羅北道南原市          |
| 金烔完 | 김동완 | Kim Dongwan  | 金烔完 | 김동완 | Kim Dongwan    | 1979年11月21日 · 首爾特別市江南區大峙洞 |
| 申彗星 | 신혜성 | Shin Hyesung | 鄭弼教 | 정필교 | Jung Pilkyo    | 1979年11月27日 · 首爾特別市江北區水踰洞 |
| JunJin | 전진   | JunJin       | 朴忠栽 | 박충재 | Park Choongjae | 1980年8月19日 · 首爾特別市江東區        |
| Andy   | 앤디   | Andy         | 李先鎬 | 이선호 | Lee Sunho      | 1981年1月21日 · 首爾特別市永登浦區      |

## 音樂作品

### 韓語作品
| 正規專輯 - 1998年《 神話(首張同名專輯) 》 - 1999年《 T.O.P. (Twinkling Of Paradise) 》 - 2000年《 Only One 》 - 2001年《 Hey, Come On! 》 - 2002年《 Perfect Man 》 - 2002年《 你的婚禮 (Wedding) 》 - 2004年《 新約神話 Brand New 》 - 2006年《 State Of The Art 》 - 2008年《 神話九輯 》 - 2012年《 THE RETURN 》 - 2013年《 THE CLASSIC 》 - 2015年《 WE 》 - 2017年《 UNCHANGING - TOUCH 》 特別專輯 - 2003年《 Winter Story 》 - 2004年《 Winter Story 2004-05 》 - 2005年《 Summer Story 2005 》 - 2007年《 Winter Story 2006-2007 》 - 2007年《 Winter Story 2007 》 - 2018年《 HEART 》 | 單曲作品 - 2004年《 How Do I Say 》 - 2005年《 Hey, Dude! 》 - 2008年《 다시 한 번만 》 - 2015年《 MEMORY 》 - 2016年《 아는 사이 》 - 2018年《 All Your Dreams 2018 》 現場錄音專輯 - 2001年《 First Mythology (Shinhwa 2001 1st Live Concert) 》 - 2003年《 The Everlasting Mytholog (Shinhwa 2nd Concert) 》 - 2006年《 Shinhwa 2005 Japan Tour (Live) 》 - 2016年《 2016 Shinhwa 18th Anniversary Concert Hero Live [LP] 》 精選專輯 - 2002年《 My Choice 》 SHINHWA WDJ - 2022年12月6日《 Come To Life 》首張迷你專輯 - 2023年3月24日《 𝙱𝚊𝚖𝙱𝚒𝙽𝚞𝚗 》數位單曲 |

### 日語作品
| 正規專輯 - 2006年《 Inspiration #1 》 | 單曲作品 - 2006年《 僕らの心には太陽がある 》 |

## 影音作品
神話影音作品包含歷年之音樂錄影帶、演唱會影音與活動紀錄影音，詳盡資料請參看「神話影音作品列表」條目。

### 音樂錄影帶合輯
- 2007年《 Shinhwa 2003-2007 Music Video Collection 》

### 演唱會影音
- 2001年《 Shinhwa 2001 Live Concert 》
- 2003年《 Shinhwa 2nd Live Concert - The Everlasting Mythology 》
- 2004年《 Winter Story Tour Live Concert（2003-2004）》
- 2005年《 Winter Story Tour 2004-05 Shinhwa Live in Seoul 》
- 2006年《 Shinhwa Tropical Summer Story Festival 2005 》
- 2006年《 Shinhwa 2006 Tour - State of the Art in Seoul 》
- 2007年《 Shinhwa 2006 Japan Tour Inspiration#1 Live at 武道館 》
- 2008年《 2007 Japan Tour Shinhwa Forever 》(僅日本發行)
- 2008年《 Shinhwa 10th Anniversary Live in Seoul DVD - Orange Edition 》
- 2012年《 2012 Shinhwa Grand Tour in Seoul - The Return 》
- 2013年《 Shinhwa 15th Anniversary Concert - The Legend Continues 》
- 2014年《 2013 Grand Finale The Classic In Seoul 》
- 2015年《 2015 Shinhwa 17th Anniversary Concert - WE 》
- 2016年《 2015 Shinhwa 17th Anniversary Finale Concert - WE\SHINHWA 》
- 2016年《 2016 Shinhwa 18th Anniversary Concert - HERO 》
- 2017年《 2016 Shinhwa Live - UNCHANGING 》
- 2018年《 2017 Shinhwa Summer Live Concert - MOVE 》
- 2019年《 2018 Shinhwa 20th Anniversary Concert - HEART 》
- 2020年《 2019 Shinhwa 21st Anniversary Concert－CHAPTER 4 》

### 演唱會3D電影
- 2014年《 Shinhwa Live 3D The Legend Continues 》

### 活動紀錄影音
- 2000年《 Shinhwa 2000 'HIM' (nCD 4th) 》
- 2002年《 Perfect Visual 》 (僅日本發行)
- 2003年《 Live & Surprise 》 (僅日本發行)
- 2003年《 SBS Shinhwa 6th Story 》
- 2003年《 Perfect Visual.2 》 (僅日本發行)
- 2005年《 Shinhwa Personal Historys 》
- 2005年《 Shinhwa Brand New Story 》
- 2008年《 MBC The Greatest Artist Shinhwa in 1998-2007 》
- 2009年《 All About Shinhwa From 1998 To 2008 》
- 2012年《 Shinhwa 14th Anniversary Special DVD – The Return 》
- 2013年《 Shinhwa 14th Anniversary The Return Story Book 》
- 2014年《 2013 Shinhwa's The Classic Making Story Book 》
- 2015年《 Shinhwa Special DVD – XII "WE" Production DVD 》
- 2017年《 Shinhwa 13 Special Storybook – Unchanging Story 》
- 2018年《 Shinhwa 20th Anniversary Production DVD 》

## 戲劇作品
除了音樂本業之外，神話成員也參與眾多戲劇演出。在2000年代，除主唱申彗星以外的五名成員，大多擔任過電視劇、電影與音樂劇的主要角色。迄今，成員Eric與金烔完仍舊以戲劇演出作為音樂本業之外的主力工作，而他們在戲劇上的耕耘也得到不錯的迴響與成績。
2004年，隊長Eric首先以電視劇《火鳥》獲得MBC演技大獎「男子新人獎」，同時戲裡的經典台詞：「你有聞到燒焦的味道嗎? 那是我的心在燃燒。（어디서 타는 냄새 안나요? 내 마음이 불타고 있잖아요）」也成為跨越國界、流傳極廣的撩妹金句，這部戲在2020年，曾被另一間電視台SBS重新翻拍為每日晨間劇，影響力可見一斑。2005年，Eric再以電視劇《新進社員》拿下第41屆百想藝術大賞電視部門「男新人演技獎」，隔年演出的電影《死亡膠囊 / 六月日記》，也提名百想藝術大賞電影部門的「男新人演技獎」。2016年，與徐玄振共演的《又，吳海英》則引發熱烈的話題討論，不但蟬聯多週韓國電視劇話題榜首，收視也從開播的2.059%（AGB收視率）一路飆升至大結局的9.991%，刷新當時tvN電視台原有的月火劇紀錄。
神話中最先參與戲劇演出的成員金烔完，則同時跨足多類的戲劇作品。電視劇方面，2005年他以《再見了，悲傷》獲得KBS演技大獎「男子新人獎」，2012年，他則以《加油，金先生！》拿下KBS演技大獎「男子日日劇優秀演技獎」、第六屆韓國電視劇節「男子優秀賞」。電影方面，2012年他參演了當年度韓國觀影人次達450萬的生物災難片《鐵線蟲入侵》，後則主要以文藝獨立電影作為發展方向。而自2011年後，音樂劇成為金烔完最主要開拓的戲劇領域，首先第一部便是有韓國音樂劇票房神話之稱的《搖滾芭比 / Hedwig》，主演其中的跨性別角色，為韓國男子偶像的第一人；緊接著尚有《穿牆人》、音域挑戰極高的《Edgar Allan Poe》...等作品，最新一部則為2022年上演的《西便制》。另外，2021年他也挑戰了整部劇作僅有兩名演員相互對話的話劇作品《Lungs 呼吸》。
論者認為，金烔完是為數不多通過展示各類作品而獲得好評的偶像演員之一，特別是在2011年韓國光復節特別劇《絕頂》中飾演的抗日詩人李陸史，抹去了他自身親善可人的形象，嚴肅地刻劃出人物的信仰與痛苦。金烔完是「你可以信賴跟觀看」的演員。
以下為神話成員歷年的戲劇演出作品。

### 電視劇
| 年分 | 電視台    | 劇類       | 劇名                               | 參演成員     | 角色                         | 備註                                                                |
| 1996 | MBC       | 特別劇     | 山（산）                           | 金烔完       | 兒童演員                     |                                                                     |
| 1996 | SBS       | 青春劇     | 成長的感覺，18歲 （성장느낌 18세） | 金烔完       | 兒童演員                     |                                                                     |
| 1996 | KBS       | 青春劇     | 開始（스타트 ）                    | 金烔完       | 兒童演員                     |                                                                     |
| 1996 | MBC       | 長青劇     | 田園日記                           | 金烔完       | 兒童演員                     |                                                                     |
| 1996 | MBC       | 驚悚紀錄   | 走進紀實故事                       | 金烔完       | 兒童演員                     |                                                                     |
| 1996 | EBS       | 青春劇     | 我們在等待：感性世代               | 金烔完       | 全基喆（전기철）             | EBS青春劇感性世代系列：1996-07-13播出                               |
| 1996 | EBS       | 校園安全劇 | 最後一場比賽（마지막 승부）        | 金烔完       | 兒童演員                     |                                                                     |
| 1997 | KBS       | 月火劇     | 我心中的天使                       | 金烔完       | 兒童演員                     |                                                                     |
| 2001 | SBS       | 公開劇場   | 生日快樂（해피 버스데이）          | 金烔完       |                              | SBS公開劇場「男與女」系列 第67、68回                                |
| 2002 | KBS       | 月火劇     | 天國的孩子                         | 金烔完       | 奇浩泰（기호태 ）            |                                                                     |
| 2003 | MBC       | 水木劇     | 跳動的人生 / 我跑                  | Eric         | 申常識（신상식）             |                                                                     |
| 2003 | MBC       | 情境喜劇   | Nonstop 4                          | JunJin、Andy | JunJin（전진） Andy（앤디）  | 第31集，申彗星客串F4花美男 第200、201集，金烔完客串                 |
| 2004 | MBC       | 月火劇     | 火鳥                               | Eric         | 徐政民（서정민）             |                                                                     |
| 2004 | KBS       | 月火劇     | 九尾狐外傳                         | JunJin       | 吳應（신무영）               |                                                                     |
| 2005 | MBC       | 賀歲劇     | TV STORY（TV 스토리）              | 金烔完       | 電視台PD                     | 新年特別喜劇                                                        |
| 2005 | MBC       | 情境喜劇   | Nonstop 5                          | 李玟雨       | 李玟雨（이민우）             | 第234集，Eric客串                                                   |
| 2005 | MBC       | 水木劇     | 新進社員                           | Eric         | 姜虎（강호）                 |                                                                     |
| 2005 | MBC       | 最佳劇場   | 魔力酒精                           | 金烔完       | 尚哲（상철）                 | MBC最佳劇場系列第610回                                              |
| 2005 | MBC       | 週末實驗劇 | 驛動的心                           | 金烔完       | 姜成在（강성재）             | 出現於第一回〈愛 - 杜娜的故事（사랑 - 두나 이야기）〉，全劇共六回。 |
| 2005 | KBS       | 週末劇     | 再見了，悲傷                       | 金烔完       | 韓正宇（한정우）             |                                                                     |
| 2005 | SBS       | 週末劇     | 來去海邊                           | JunJin       | 張泰賢（장태현）             |                                                                     |
| 2005 | SBS       | 週末劇     | 布拉格戀人                         | Andy         | 池承佑（지승우）             |                                                                     |
| 2006 | MBC       | 最佳劇場   | 青春你好嗎 （잘 지내나요, 청춘）   | 金烔完       |                              | MBC最佳劇場系列第647回                                              |
| 2006 | MBC       | 月火劇     | 狼                                 | Eric         | 裴大哲（배대철）             | 因Eric拍戲受傷，故第3集後夭折                                       |
| 2006 | SBS       | 水木劇     | 無敵情報員                         | Eric         | 崔強（최강）                 |                                                                     |
| 2007 | MBC       | 週末劇     | 順其自然                           | Eric         | 姜泰洙（강태주）             |                                                                     |
| 2007 | SBS       | 月火劇     | 相愛的人啊                         | 金烔完       | 尹錫洙（윤석주）             |                                                                     |
| 2008 | KBS       | 月火劇     | 最強七迂                           | Eric         | 崔七迂（최(강)칠우）         |                                                                     |
| 2008 | 中韓合作  | 賀歲劇     | 你是我的夢                         | JunJin       | 侍衛長金貞焕                 |                                                                     |
| 2008 | MBC       | 情境喜劇   | 他來了                             | JunJin       | JUN PD（전진）               |                                                                     |
| 2009 | MBC       | 月火劇     | 賢內助女王                         | JunJin       | 最後一集面試者               | 客串                                                                |
| 2009 | SBS       | 日日劇     | 兩個妻子                           | Andy         | 尹南俊（윤남준）             |                                                                     |
| 2011 | KBS       | 月火劇     | 間諜明月                           | Eric         | 強盱（강우）                 |                                                                     |
| 2011 | MBC       | 特別劇     | 絕頂                               | 金烔完       | 李陸史（이육사）             | 韓國光復節特別劇                                                    |
| 2012 | KBS       | 日日劇     | 加油，金先生！                     | 金烔完       | 金泰平（김태평）             |                                                                     |
| 2014 | KBS       | 月火劇     | 戀愛的發現                         | Eric         | 姜泰河（강태하）             |                                                                     |
| 2016 | KBS       | 月火劇     | 武林學校                           | 金烔完       | 姜泰梧（강태오）             | 特別出演，第10-12集出場                                             |
| 2016 | tvN       | 月火劇     | 又，吳海英                         | Eric         | 朴道京（박도경）             |                                                                     |
| 2017 | tvN       | 獨幕劇     | 去郊遊的日子 （소풍 가는 날）      | 金烔完       | 載浩（재호）                 | tvN「戲劇舞台」系列獨幕劇                                           |
| 2019 | KBS       | 火曜劇     | 不想去公司                         | 金烔完       | 江柏浩（강백호）             |                                                                     |
| 2020 | Channel A | 金土劇     | 怪咖！文主廚                       | Eric         | 文承模（문승모）             |                                                                     |
| 2020 | MBC       | 水木劇     | 愛我的間諜                         | Eric         | 全智勳（전지훈）             |                                                                     |
| 2021 | SBS       | 金土劇     | Penthouse上流戰爭2                 | JunJin       | 出席千瑞珍公演的美國韓裔夫婦 | 客串                                                                |

### 電影
| 年分 | 劇名                                 | 參演成員 | 角色                   | 備註         |
| 2002 | 緊急措施19號                         | 全體     | 神話                   |              |
| 2004 | 跆拳對決                             | 金烔完   | 홍용객                 |              |
| 2005 | 不悔 / 甜蜜的人生                    | Eric     | 태구                   |              |
| 2005 | 死亡膠囊 / 六月日記                  | Eric     | 金東旭（김동욱）       |              |
| 2006 | 元卓的天使                           | 李玟雨   | 姜元卓（강원탁）       |              |
| 2012 | 鐵線蟲入侵                           | 金烔完   | 林宰弼（임재필）       |              |
| 2015 | 仁川搖滾小情歌                       | 金烔完   | 烔完（동완）           |              |
| 2016 | 衝出不歸路                           | 金烔完   | 勇飛的哥哥（용비 형）  |              |
| 2016 | 視線之間                             | 金烔完   | 佑民（우민）           |              |
| 2020 | Turtle Journey（거북이 가족 이야기） | 金烔完   | 配音                   | 動畫短片     |
| 2020 | 說唱藝人：希望之聲                   | 金烔完   | 沒落貴族（몰락 양반 ） |              |
| 2020 | 電磁王之霹靂父子                     | JunJin   | 反派人物               | 中國科幻喜劇 |
| 2021 | 漫長的一天                           | 金烔完   | 賢秀（현수）           |              |
| 2022 | B Cut                                | 金烔完   | 勝鉉（승현）           |              |

### 劇場類
| 類型   | 作品名稱                                              | 演出成員 | 劇作公演期                     | 演出地點                   | 角色                                       |
| 音樂劇 | Music in my heart（뮤직 인 마이 하트）                | Andy     | 2007年8月4日 - 2007年12月31日  | PMC大學路自由劇場          | 張在赫（장재혁）                           |
| 音樂劇 | Polaroid（폴라로이드）                                | Andy     | 2008年7月1日 - 2008年8月24日   | PMC大學路自由劇場          | 鄭皓（정호）                               |
| 音樂劇 | Singles                                               | Andy     | 2008年10月25日 - 2009年1月18日 | 三成洞白岩藝術廳           | 秀憲（수헌）                               |
| 音樂劇 | 搖滾芭比 / Hedwig                                     | 金烔完   | 2011年5月14日 - 2011年8月21日  | KT&G Sangsang Art Hall     | 海德薇格（헤드윅 / Hedwig）                |
| 音樂劇 | 穿牆人（벽을 뚫는 남자）                              | 金烔完   | 2013年11月13日 - 2014年1月26日 | 弘益大學大學路藝術中心     | 杜蒂耶爾（듀티율 / Dutilleul）             |
| 音樂劇 | 搖滾芭比 / Hedwig                                     | 金烔完   | 2014年5月13日 - 2014年9月28日  | 三成洞白岩藝術廳           | 海德薇格（헤드윅 / Hedwig）                |
| 音樂劇 | Edgar Allan Poe（에드거 앨런 포）                     | 金烔完   | 2016年5月25日 - 2016年7月24日  | 光林藝術中心BBCH廳         | 愛倫坡（에드거 앨런 포 / Edgar Allan Poe） |
| 音樂劇 | Cyrano                                                | 金烔完   | 2017年7月7日 - 2017年10月9日   | 首爾LG藝術中心             | 西拉諾（시라노 / Cyrano）                  |
| 音樂劇 | 愛與謀殺的紳士指南 （젠틀맨스 가이드: 사랑과 살인편） | 金烔完   | 2018年11月9日 - 2019年1月27日  | 弘益大學大學路藝術中心     | 蒙蒂·納瓦羅（몬티 나바로 / Monty Navarro） |
| 音樂劇 | 愛與謀殺的紳士指南 （젠틀맨스 가이드: 사랑과 살인편） | 金烔完   | 2020年11月20日 - 2021年3月1日  | 弘益大學大學路藝術中心     | 蒙蒂·納瓦羅（몬티 나바로 / Monty Navarro） |
| 音樂劇 | Something Rotten!（썸씽로튼）                         | 金烔完   | 2021年12月23日 - 2022年4月10日 | 環球藝術中心               | 尼克‧巴頓（닉 바텀 / Nick Bottom）         |
| 音樂劇 | 西便制（서편제）                                      | 金烔完   | 2022年8月12日-2022年10月23日   | 光林藝術中心BBCH廳         | 東浩（동호）                               |
| 話劇   | Lungs 呼吸（렁스）                                    | 金烔完   | 2020年5月9日 - 2020年7月5日    | 大學路 Art One Theater 2館 | 情侶：男                                   |

### 反轉劇
「反轉劇 （대결! 반전 드라마）」為韓國SBS電視台於2004年-2006年期間，每週日晚間在人氣綜藝節目《X-Man》結束後播出的短劇。每集播出時長約45分鐘，由兩個時長約20分鐘、劇情獨立的故事組成，以每集故事皆有出人意料的反轉結局而聞名。神話有三名成員Eric、JunJin、Andy固定參與反轉劇演出，成員李玟雨則參演過兩集。
| 年分 | 播出日期 | 單元名稱         | 參演成員 | 其他演出藝人           |
| 2004 | 8月4日   | 夢想寓所         | Eric     | 蔡琳                   |
| 2004 | 8月15日  | 當公主遇見混混   | Eric     | 韓智慧                 |
| 2004 | 8月22日  | 那天以後         | Eric     | 韓智慧                 |
| 2004 | 8月29日  | 愛你好不好       | Eric     | 韓智慧                 |
| 2004 | 9月5日   | 保險庫大盜的愛情 | Eric     | 韓智慧                 |
| 2004 | 9月12日  | 愛我的保鑣       | Eric     | 韓智慧                 |
| 2004 | 9月19日  | 再次戀情         | Eric     | 韓智慧                 |
| 2004 | 10月3日  | 情敵             | Eric     | 韓智慧                 |
| 2004 | 10月10日 | 他的雙重生活     | Eric     | 韓智慧、金彬宇         |
| 2004 | 10月17日 | 戀人             | Eric     | 韓智慧                 |
| 2005 | 1月16日  | 做她的射手       | Andy     | 李輝宰、鄭麗媛         |
| 2005 | 1月23日  | 那個男人很可疑   | Andy     | 李輝宰、李真           |
| 2005 | 1月30日  | 去蹦極           | Andy     | 李輝宰、柳敏           |
| 2005 | 2月13日  | 今日運程         | Andy     | 李輝宰、李真           |
| 2005 | 2月20日  | 員警的故事       | Andy     | 李輝宰                 |
| 2005 | 2月27日  | 危險的單身男子   | Andy     | 李輝宰、李真           |
| 2005 | 3月6日   | 忽然有一天       | Andy     | 李輝宰、李真           |
| 2005 | 3月13日  | 我的願望         | Andy     | 李輝宰、李真           |
| 2005 | 3月20日  | 鋼琴家           | Andy     | 李輝宰、李真           |
| 2005 | 3月27日  | 走進想像         | Andy     | 李輝宰、李真           |
| 2005 | 4月3日   | 心臟病           | Andy     | 李輝宰、李真           |
| 2005 | 4月10日  | 謊言             | Andy     | 李輝宰、李真           |
| 2005 | 4月17日  | 父與子           | Andy     | 李輝宰、李真           |
| 2005 | 4月24日  | 惡女             | Andy     | 李輝宰、李真           |
| 2005 | 5月1日   | 消失的女人       | Andy     | 李輝宰、李真           |
| 2005 | 5月8日   | 人生反轉         | Andy     | 李輝宰、李真           |
| 2005 | 5月15日  | 她的秘密         | Andy     | 李輝宰、李真           |
| 2005 | 5月22日  | 打造灰姑娘       | Andy     | 李輝宰、李真           |
| 2005 | 5月29日  | 不良主婦         | JunJin   | 黃仁英、徐慶石         |
| 2005 | 5月29日  | 兄弟             | Andy     | 李輝宰、李真           |
| 2005 | 6月5日   | 我男朋友是王子   | JunJin   | 黃仁英、徐慶石         |
| 2005 | 6月5日   | 擋不住的小偷     | Andy     | 李輝宰、李真           |
| 2005 | 6月12日  | 新九尾狐         | Andy     | 李輝宰、李真           |
| 2005 | 6月12日  | 恐怖的新進社員   | JunJin   | 秋素英、徐慶石         |
| 2005 | 6月19日  | 惡魔似的男人     | JunJin   | 黃仁英、徐慶石、成始璄 |
| 2005 | 6月19日  | 悲傷姻緣         | Andy     | 李輝宰、李真           |
| 2005 | 6月26日  | 鈴聲             | Andy     | 李輝宰、李真           |
| 2005 | 6月26日  | 兩個丈夫         | JunJin   | 秋素英、徐慶石         |
| 2005 | 7月3日   | 致命的愛         | JunJin   | 黃仁英、徐慶石         |
| 2005 | 7月3日   | 結婚株式會社     | Andy     | 李輝宰、李真           |
| 2005 | 7月10日  | 尋覓我的男人     | Andy     | 李真、成始璄           |
| 2005 | 7月10日  | 美女吸血鬼       | JunJin   | 黃仁英、徐慶石         |
| 2005 | 7月17日  | 告訴秘密的服務   | JunJin   | 黃仁英、徐慶石         |
| 2005 | 7月17日  | 愛我的狗仔隊     | Andy     | 李真                   |
| 2005 | 7月24日  | 那個女的很奇怪   | Andy     | 李真                   |
| 2005 | 8月14日  | 大哥的女人       | Andy     | 李真、具俊曄           |
| 2005 | 8月21日  | 黃玫瑰的秘密     | Andy     | 李真、MC夢             |
| 2005 | 11月13日 | 圈套             | 李玟雨   | 全慧彬                 |
| 2005 | 11月20日 | 王者不敗         | 李玟雨   | 全慧彬                 |
| 2006 | 4月2日   | 第三個男人       | JunJIn   | 裴瑟琪、高恩雅         |
| 2006 | 4月9日   | 去學校吧         | JunJIn   | 裴瑟琪、高恩雅         |
| 2006 | 4月16日  | 離別後愛         | JunJIn   | 裴瑟琪、徐智英、李載允 |

## 綜藝節目

### 出演節目
| 2000年         | 《明星青白戰》        | Shinhwa                |                        |
| 2000年         | KBS《徐世元show》     | 李玟雨、金烔完         | 夏季特輯               |
| 2000年12月27日 | 《明星青白戰》        | 李玟雨、JunJin         |                        |
| 2001年         | KBS《徐世元show》     | 申彗星                 |                        |
| 2001年3月31日  | MBC《同居同落》       | 申彗星                 | S1E22                  |
| 2001年4月7日   | MBC《同居同落》       | 申彗星                 | S1E23                  |
| 2001年4月14日  | MBC《同居同落》       | 申彗星                 | S1E24                  |
| 2001年4月21日  | MBC《同居同落》       | 申彗星                 | S1E24                  |
| 2001年5月1日   | KBS《徐世元show》     | JunJin                 |                        |
| 2001年6月2日   | MBC《同居同落》       | 李玟雨、申彗星         | S1E1                   |
| 2001年6月9日   | MBC《同居同落》       | 李玟雨、申彗星         | S1E2                   |
| 2001年6月16日  | MBC《同居同落》       | 李玟雨、申彗星         | S1E3                   |
| 2001年6月19日  | KBS《徐世元show》     | JunJin                 |                        |
| 2001年6月23日  | MBC《同居同落》       | 李玟雨、申彗星         | S1E4                   |
| 2001年6月30日  | MBC《同居同落》       | 申彗星、JunJin         | S1E5                   |
| 2001年7月7日   | MBC《同居同落》       | 申彗星、JunJin         | S1E6                   |
| 2001年7月14日  | MBC《同居同落》       | 李玟雨、申彗星、JunJin | S1E7                   |
| 2001年7月14日  | 《X-file》            | Shinhwa                | 金慧秀篇               |
| 2001年7月21日  | MBC《同居同落》       | 李玟雨、申彗星、JunJin | S1E8                   |
| 2001年7月21日  | 《X-file》            | Shinhwa                | 鬼屋篇                 |
| 2001年7月28日  | 《X-file》            | Shinhwa                | 鬼屋篇                 |
| 2001年7月31日  | 《KBS徐世元show》     | Shinhwa                |                        |
| 2001年8月4日   | 《X-file》            | Shinhwa                | 金建模篇               |
| 2001年8月7日   | KBS《徐世元show》     | 李玟雨、JunJin         |                        |
| 2001年8月11日  | 《X-file》            | Shinhwa                | 奶奶石的秘密           |
| 2001年8月18日  | 《X-file》            | Shinhwa                | 特異功能               |
| 2001年8月25日  | 《X-file》            | Shinhwa                | 透視                   |
| 2001年9月1日   | 《X-file》            | Shinhwa                | 催眠                   |
| 2001年9月8日   | 《X-file》            | Shinhwa                | 人體的奧秘             |
| 2001年9月15日  | 《X-file》            | Shinhwa                |                        |
| 2001年9月22日  | 《X-file》            | Shinhwa                | 跳水                   |
| 2001年10月6日  | 《X-file》            | Shinhwa                | 跳傘                   |
| 2001年10月13日 | 《X-file》            | Shinhwa                | 特技飛車（上）         |
| 2001年10月20日 | 《X-file》            | Shinhwa                | 特技飛車（下）         |
| 2001年12月1日  | MBC《同居同落》       | 申彗星、JunJin         | S1E24                  |
| 2001年12月15日 | MBC《同居同落》       | 申彗星、JunJin         | S1E26                  |
| 2002年5月7日   | KBS《徐世元show》     | Shinhwa                |                        |
| 2002年12月25日 | MBC《同居同落》       | 申彗星、JunJin         | S1E36 再見特輯         |
| 2003年2月23日  | KBS2《歡樂在一起》    | 金烔完、申彗星         |                        |
| 2003年11月13日 | KBS2《歡樂在一起》    | 申彗星                 | 與S組合 李志勳、Kangta |
| 2003年11月20日 | KBS2《歡樂在一起》    | Andy                   |                        |
| 2003年11月27日 | KBS2《歡樂在一起》    | Andy                   |                        |
| 2004年9月25日  | KBS2《歡樂在一起》    | Shinhwa全體            |                        |
| 2004年9月30日  | KBS2《歡樂在一起》    | Shinhwa全體            |                        |
| 2004年10月10日 | SBS《X-Man》          | Shinhwa全體            |                        |
| 2004年10月17日 | SBS《X-Man》          | Shinhwa全體            |                        |
| 2004年10月18日 | SBS《夜心萬萬》       | Shinhwa全體            |                        |
| 2004年10月25日 | SBS《夜心萬萬》       | Shinhwa全體            |                        |
| 2005年1月6日   | KBS2《歡樂在一起》    | Shinhwa全體            | 新年特輯               |
| 2005年6月16日  | KBS2《歡樂在一起》    | 申彗星                 |                        |
| 2005年5月15日  | KBS《女傑6》          | 李玟雨                 |                        |
| 2005年7月3日   | KBS《女傑6》          | 李玟雨                 |                        |
| 2005年7月10日  | KBS《女傑6》          | 申彗星、李玟雨         |                        |
| 2005年8月28日  | KBS《女傑6》          | 申彗星                 |                        |
| 2005年9月4日   | KBS《女傑6》          | 申彗星                 |                        |
| 2005年10月2日  | KBS《女傑6》          | 李玟雨                 |                        |
| 2005年10月9日  | KBS《女傑6》          | 李玟雨                 |                        |
| 2005年10月15日 | MBC《萬元的幸福》     | 李玟雨                 |                        |
| 2005年10月22日 | MBC《萬元的幸福》     | 李玟雨                 |                        |
| 2005年10月30日 | KBS《女傑6》          | 李玟雨                 |                        |
| 2005年11月6日  | KBS《女傑6》          | 李玟雨                 |                        |
| 2006年6月4日   | SBS《X-Man》          | Shinhwa全體            | 德國特輯               |
| 2006年6月11日  | SBS《X-Man》          | Shinhwa全體            | 德國特輯               |
| 2006年6月18日  | SBS《X-Man》          | Shinhwa全體            | 德國特輯               |
| 2006年6月24日  | MBC《萬元的幸福》     | 李玟雨                 |                        |
| 2006年7月1日   | MBC《萬元的幸福》     | 李玟雨                 |                        |
| 2006年7月9日   | KBS《女傑6》          | Shinhwa全體            |                        |
| 2006年7月15日  | MBC《無限挑戰》       | Shinhwa全體            | E11神話特輯            |
| 2006年7月16日  | KBS《女傑6》          | Shinhwa全體            |                        |
| 2006年7月29日  | MBC《無限挑戰》       | Shinhwa全體            | E12神話特輯            |
| 2006年10月20日 | SBS《有！沒有？》     | Andy                   |                        |
| 2006年11月9日  | KBS2《歡樂在一起》    | JunJin                 |                        |
| 2006年12月3日  | KBS《女傑6》          | JunJin                 |                        |
| 2006年10月20日 | SBS《有！沒有？》     | JunJin                 |                        |
| 2006年12月10日 | KBS《女傑6》          | JunJin                 |                        |
| 2006年12月16日 | MBC《萬元的幸福》     | JunJin                 |                        |
| 2006年12月23日 | MBC《萬元的幸福》     | JunJin                 |                        |
| 2007年7月5日   | KBS2《歡樂在一起》    | Andy                   |                        |
| 2007年7月19日  | KBS2《歡樂在一起》    | 金烔完                 |                        |
| 2007年8月11日  | MBC《萬元的幸福》     | 金烔完                 |                        |
| 2007年8月18日  | MBC《萬元的幸福》     | 金烔完                 |                        |
| 2007年9月7日   | SBS《有！沒有？》     | 李玟雨                 |                        |
| 2007年9月7日   | SBS《有！沒有？》     | 申彗星                 |                        |
| 2007年9月13日  | KBS2《歡樂在一起》    | 李玟雨                 |                        |
| 2007年10月11日 | KBS2《歡樂在一起》    | 金烔完 、申彗星        |                        |
| 2007年11月17日 | MBC《萬元的幸福》     | 李玟雨                 | 200輯特輯              |
| 2007年11月24日 | MBC《萬元的幸福》     | 李玟雨                 | 200輯特輯              |
| 2008年2月8日   | MBC《介紹明星的朋友》 | Andy                   |                        |
| 2008年2月22日  | SBS《有！沒有？》     | Andy                   |                        |
| 2008年3月6日   | KBS2《歡樂在一起》    | 李玟雨 、Andy          |                        |
| 2008年3月8日   | MBC《萬元的幸福》     | Andy                   |                        |
| 2008年3月15日  | MBC《萬元的幸福》     | Andy                   |                        |
| 2008年5月18日  | KBS 《Cider》         | Andy                   |                        |
| 2008年5月31日  | MBC《介紹明星的朋友》 | JunJin、Andy           |                        |
| 2008年6月7日   | MBC《介紹明星的朋友》 | JunJin、Andy           |                        |
| 2008年6月15日  | KBS 《Cider》         | JunJin)                |                        |
| 2008年6月28日  | MBC《介紹明星的朋友》 | 金烔完                 |                        |
| 2008年7月5日   | MBC《介紹明星的朋友》 | JunJin                 |                        |
| 2008年7月10日  | KBS2《歡樂在一起》    | JunJin                 |                        |
| 2008年7月12日  | MBC介紹明星的朋友     | JunJin                 |                        |
| 2008年7月12日  | SBS《有！沒有？》     | 金烔完                 |                        |
| 2008年7月19日  | SBS《有！沒有？》     | JunJin                 |                        |
| 2008年9月4日   | KBS2《歡樂在一起》    | 申彗星                 |                        |
| 2008年9月20日  | MBC《介紹明星的朋友》 | 金烔完                 |                        |
| 2008年9月21日  | KBS《Cider》          | JunJin)                |                        |
| 2008年9月28日  | KBS《Cider》          | 李玟雨                 |                        |
| 2008年10月4日  | MBC《介紹明星的朋友》 | 李玟雨                 |                        |
| 2008年10月12日 | KBS《Cider》          | 申彗星                 |                        |
| 2008年10月18日 | MBC《介紹明星的朋友》 | 申彗星                 | 經紀人特輯             |
| 2008年10月25日 | MBC《介紹明星的朋友》 | 金烔完                 |                        |
| 2009年2月28日  | MBC《介紹明星的朋友》 | Andy                   |                        |
| 2009年4月25日  | MBC《介紹明星的朋友》 | Andy                   |                        |
| 2009年5月19日  | MBC《介紹明星的朋友》 | JunJin                 |                        |
| 2009年9月4日   | SBS《至親筆記》       | 李玟雨、JunJin、Andy   | E41                    |
| 2009年12月1日  | SBS《強心臟》         | Andy                   | E9                     |

| 2011年2月22日  | SBS《強心臟》                               | 金烔完               | E65                     |
| 2011年2月24日  | Mnet《The Beatles Code》                    | 金烔完               |                         |
| 2011年3月1日   | SBS《強心臟》                               | 金烔完               | E66                     |
| 2011年3月10日  | KBS2《歡樂在一起》                          | 金烔完               |                         |
| 2011年12月6日  | SBS《強心臟》                               | JunJin、Andy         | E107                    |
| 2011年12月13日 | SBS《強心臟》                               | JunJin、Andy         | E108                    |
| 2012年2月25日  | JTBC《一週的偶像》                          | Andy                 | 與Teen Top              |
| 2012年3月25日  | KBS《男人的資格》                           | Shinhwa              |                         |
| 2012年4月8日   | KBS《男人的資格》                           | Shinhwa              |                         |
| 2012年4月15日  | KBS《男人的資格》                           | Shinhwa              |                         |
| 2012年4月30日  | KBS2《大國民脫口秀-你好》                   | Shinhwa              |                         |
| 2012年5月3日   | Mnet《The Beatles Code》                    | Shinhwa              |                         |
| 2012年5月10日  | Mnet《The Beatles Code》                    | Shinhwa              |                         |
| 2012年7月5日   | KBS2《歡樂在一起》                          | 金烔完               |                         |
| 2012年9月2日   | MBC《勝負之神》                             | Shinhwa              | 與2PM                   |
| 2012年9月2日   | MBC《勝負之神》                             | Shinhwa              | 與2PM                   |
| 2013年3月13日  | KBS2《承勝長驅》                            | Shinhwa              | E106 神話篇             |
| 2013年3月20日  | KBS2《承勝長驅》                            | Shinhwa              | E107 神話篇             |
| 2013年5月4日   | tvN《SNL Korea》                            | Shinhwa              | S04 E11                 |
| 2013年5月13日  | KBS2《大國民脫口秀-你好》                   | Shinhwa              |                         |
| 2013年5月16日  | KBS2《歡樂在一起》                          | Shinhwa              |                         |
| 2013年6月7日   | Mnet《The Beatles Code》                    | Shinhwa              |                         |
| 2013年8月25日  | SBS《Running Man》                          | Shinhwa              | E160 神話篇 (缺金烔完)  |
| 2013年9月1日   | SBS《Running Man》                          | Shinhwa              | E161 神話篇 (缺金烔完)  |
| 2014年3月3日   | KBS2《大國民脫口秀-你好》                   | 李玟雨               |                         |
| 2014年5月9日   | SBS《叢林的法則》巴西篇                     | 李玟雨               |                         |
| 2014年5月16日  | SBS《叢林的法則》巴西篇                     | 李玟雨               |                         |
| 2014年5月23日  | SBS《叢林的法則》巴西篇                     | 李玟雨               |                         |
| 2014年5月30日  | SBS《叢林的法則》巴西篇                     | 李玟雨               |                         |
| 2014年6月6日   | SBS《叢林的法則》巴西篇                     | 李玟雨               |                         |
| 2015年3月1日   | SBS《Running Man》                          | Shinhwa              | E236                    |
| 2015年3月2日   | KBS2《大國民脫口秀-你好》                   | Shinhwa              |                         |
| 2015年9月14日  | KBS2《大國民脫口秀-你好》                   | JunJin               |                         |
| 2015年11月2日  | KBS2《大國民脫口秀-你好》                   | 金烔完               |                         |
| 2016年2月1日   | KBS2《大國民脫口秀-你好》                   | 申彗星               |                         |
| 2016年2月10日  | JTBC《一週的偶像》                          | 申彗星               | Andy為特別主持人        |
| 2016年5月16日  | KBS2《大國民脫口秀-你好》                   | Andy                 |                         |
| 2017年1月12日  | KBS2《歡樂在一起》                          | Shinhwa              |                         |
| 2017年1月18日  | JTBC《一週的偶像》                          | Shinhwa              |                         |
| 2017年1月25日  | MBC《一週的偶像》                           | Shinhwa              |                         |
| 2017年9月14日  | KBS2《歡樂在一起》                          | 李玟雨、 Andy        |                         |
| 2017年12月21日 | Channel A《都市漁夫》                       | 李玟雨               |                         |
| 2017年12月27日 | JTBC《一週的偶像》                          | 申彗星               | 特別頒獎出席            |
| 2017年12月28日 | Channel A《都市漁夫》                       | 李玟雨               |                         |
| 2018年3月30日  | SBS《白種元的胡同餐館》                     | Andy                 | E12                     |
| 2018年4月6日   | SBS《白種元的胡同餐館》                     | Andy                 | E13                     |
| 2018年4月13日  | SBS《白種元的胡同餐館》                     | Andy                 | E14                     |
| 2018年4月20日  | SBS《白種元的胡同餐館》                     | Andy                 | E15 Eric、李玟雨 出現   |
| 2018年5月3日   | Channel A《都市漁夫》                       | Eric、李玟雨、申彗星 |                         |
| 2018年5月10日  | Channel A《都市漁夫》                       | Eric、李玟雨、申彗星 |                         |
| 2018年5月19日  | JTBC《Idol Room》                           | Shinhwa              |                         |
| 2018年8月31日  | SBS《叢林的法則》沙巴篇                     | Eric、李玟雨、Andy   | E330                    |
| 2018年9月7日   | SBS《叢林的法則》沙巴篇                     | Eric、李玟雨、Andy   | E331                    |
| 2018年9月14日  | SBS《叢林的法則》沙巴篇                     | Eric、李玟雨、Andy   | E332                    |
| 2018年9月21日  | SBS《叢林的法則》沙巴篇                     | Eric、李玟雨、Andy   | E333                    |
| 2018年11月9日  | tvN《人生酒館》                             | 金烔完               | E96                     |
| 2018年11月16日 | tvN《人生酒館》                             | 金烔完               | E97                     |
| 2018年12月3日  | MBC《Section TV 演藝通信》                  | 金烔完               | E942                    |
| 2018年12月7日  | MBN《捐獻 and Take 請買吧》                 | Andy                 | E02                     |
| 2018年12月8日  | SBS《The Fan》                              | Eric、李玟雨         | E03                     |
| 2019年1月6日   | KBS《超人回來了》                           | Andy                 | E267                    |
| 2019年1月7日   | 大韓民國臨時政府100周年特輯《追憶似水年華》 | 金烔完               |                         |
| 2019年1月14日  | 大韓民國臨時政府100周年特輯《追憶似水年華》 | 金烔完               |                         |
| 2019年1月20日  | SBS《我家的熊孩子》                         | JunJin               | E122                    |
| 2019年1月21日  | 大韓民國臨時政府100周年特輯《追憶似水年華》 | 金烔完               |                         |
| 2019年2月12日  | KBS 《三稜鏡(電視節目)》                    | 金烔完               |                         |
| 2019年2月19日  | KBS 《三稜鏡(電視節目)》                    | 金烔完               |                         |
| 2019年3月27日  | SBS《白種元的胡同餐館》                     | Andy                 | E59                     |
| 2019年4月5日   | KBS2《問答房》                              | 金烔完               |                         |
| 2019年4月7日   | KBS《超人回來了》                           | 金烔完               | E280                    |
| 2019年4月12日  | KBS《演藝家中介》                           | 金烔完               | E1757                   |
| 2019年5月5日   | SBS《我家的熊孩子》                         | JunJin               | E137                    |
| 2019年5月12日  | SBS《我家的熊孩子》                         | JunJin               | E138 Shinhwa全體出演VCR |
| 2019年5月28日  | KBS《晨間新聞-演藝手冊》                    | 金烔完               |                         |
| 2019年6月24日  | JTBC《拜託冰箱》                            | 李玟雨、 JunJin      | E232                    |
| 2019年6月30日  | MBC《幫我找房子吧》                         | 金烔完               | E14                     |
| 2019年7月1日   | JTBC《拜託冰箱》                            | 李玟雨、 JunJin      | E233                    |
| 2019年7月1日   | MBC《幫我找房子吧》                         | 金烔完               | E15                     |
| 2019年7月5日   | JTBC《惡評之夜》                            | JunJin               | E03                     |
| 2019年7月8日   | KBS2《大國民脫口秀-你好》                   | JunJin               |                         |
| 2019年7月18日  | XtvN《Quiz of Scene》                       | Andy                 | E02                     |
| 2019年7月24日  | MBC every1《大韓外國人》                    | JunJin               |                         |
| 2019年7月31日  | MBC《Radio Star》                           | JunJin               | E628                    |
| 2019年8月6日   | KBS2《德華TV2 德華茶坊》                    | JunJin               | E03                     |
| 2019年9月17日  | MBN《最佳的一擊(綜藝)》                     | JunJin               | E10                     |
| 2019年10月16日 | SBS《白鐘元的胡同餐館》                     | Andy                 | E88                     |
| 2019年11月10日 | MBC《幫我找房子吧》                         | Andy                 | E32                     |
| 2019年11月24日 | KBS2《街頭的晚餐》                          | 金烔完               | E49                     |
| 2019年11月27日 | MBC 《Radio Star》                          | 金烔完               | E655                    |
| 2019年12月11日 | MBC 《Radio Star》                          | JunJin               | E655                    |
| 2020年1月1日   | Channel A《Rewind 穿越時空的遊戲》          | Andy                 | E23                     |
| 2020年1月15日  | MBC 《Radio Star》                          | 金烔完               | E662                    |
| 2020年5月21日  | SBS Plus《外出用餐的日子》                  | 金烔完               | S02 E04                 |
| 2020年5月25日  | MBC《羨慕的話就輸了》                       | JunJin               | E12                     |
| 2020年5月30日  | tvN《On & Off》                             | 金烔完               | E5                      |
| 2020年6月1日   | MBC《羨慕的話就輸了》                       | JunJin               | E13                     |
| 2020年6月3日   | SBS Plus《外出用餐的日子》                  | 金烔完               | S02 E06                 |
| 2020年6月8日   | MBC《羨慕的話就輸了》                       | JunJin               | E14                     |
| 2020年6月27日  | tvN《On & Off》                             | 金烔完               | E9                      |
| 2020年7月8日   | Mnet《TMI NEWS》                            | JunJin               | E265                    |
| 2020年7月26日  | MBC《蒙面歌王》                             | JunJin               | E265                    |
| 2020年8月1日   | KBS《不朽的名曲2》                          | JunJin               | E467                    |
| 2020年8月1日   | tvN《On & Off》                             | 金烔完               | E14                     |
| 2020年8月2日   | MBC《蒙面歌王》                             | JunJin               | E266                    |
| 2020年8月8日   | tvN《On & Off》                             | 金烔完               | E15                     |
| 2020年8月26日  | MBC《Radio Star》                           | JunJin               | E683                    |
| 2020年9月2日   | Channel A《Eye Contact》                    | JunJin               | E55                     |
| 2020年9月14日  | KBS《Quiz上的Idol》                         | Andy                 | E09                     |
| 2020年9月19日  | tvN《On & Off》                             | 金烔完               | E21                     |
| 2020年9月26日  | tvN《On & Off》                             | 金烔完               | E22                     |
| 2020年10月14日 | MBC《首爾沒有我們家》                       | 金烔完               | E01                     |
| 2020年10月18日 | MBC《蒙面歌王》                             | Andy                 | E277                    |
| 2020年10月25日 | MBC《蒙面歌王》                             | Andy                 | E278                    |
| 2020年11月28日 | KBS《Quiz上的Idol》                         | Andy                 | E19                     |
| 2020年12月5日  | KBS《Quiz上的Idol》                         | Andy                 | E20                     |

### 固定節目
- 2004年10月23日～2005年1月29日 SBS《情書》固定嘉賓（第一季，第1期～第7期）
- 2005年2月19日～2005年4月9日 SBS《情書》固定嘉賓（第一季，第9期～第12期）（Andy）
- 2005年4月23日～2005年7月9日 SBS《情書》固定嘉賓（第二季，第1期～第6期）（前進、Andy）
- 2005年4月29日～2005年11月4日 Arirang TV《Battle Shinhwa》擔任評審（第1～28集）
- 2006年4月16日～2006年7月23日 KBS《날아라 슛돌이(飛吧FC小射手)（朝鲜语：날아라 슛돌이）》擔任監督（E24～E37）（前進）
- 2006年11月5日～2007年4月1日 SBS《X-Man》第二季固定嘉賓（Andy）
- 2008年3月16日～2008年10月5日 MBC《我們结婚了》（第一季，第01～28回）（Andy）
- 2008年6月7日～2009年10月31日 MBC《無限挑戰》主持（前進）（E108,E110～E113,E114玟雨代班,E115～E117）
- 2008年8月6日～2008年10月29日 Mnet《전진의 여고생 4(junjin的女高中生4)（朝鲜语：전진의 여고생 4）》固定演出 (前進)
- 2009年1月25日～2009年5月2日 MBC《我們结婚了》（第一季，第42、45、47～55回）（前進）
- 2013年7月20日～2013年10月5日 Mnet《Dancing 9》（第一季）Kpop dance Master（李玟雨）
- 2014年6月13日～2014年8月15日 Mnet《Dancing 9》（第二季）Kpop dance Master（李玟雨）
- 2015年4月3日～2015年6月15日 Mnet《Dancing 9》（第三季）Kpop dance Master（李玟雨）
- 2015年4月3日～2016年6月10日 MBC《我獨自生活》擔任固定成員（金烔完）
- 2016年6月18日～2016年8月6日 tvN《少年24》擔任導師（李玟雨、申彗星）
- 2016年10月14日～2016年12月30日 tvN《一日三餐》(漁村篇第三季) 擔任固定成員（Eric）
- 2017年3月24日～2017年5月19日 V Live《神話滿18歲》（全員）
- 2017年8月4日～2017年10月20日 tvN《一日三餐》(第四季 得糧島-海洋牧場篇) 擔任固定成員（Eric）
- 2018年3月27日～2018年5月15日 tvN《在當地吃得開嗎》 擔任固定成員（李玟雨）
- 2018年5月18日～2018年8月3日 MBN《My Style》 擔任固定成員（Andy）
- 2018年7月19日～2018年12月28日 tvN《國際通信》 擔任主持人（金烔完）
- 2018年11月24日～2019年2月16日 KBS《三清洞外婆》擔任固定成員（Andy）
- 2019年2月12日～2019年2月19日 KBS2《Prism》 擔任主持人（金烔完）
- 2019年4月18日～2019年7月4日 tvN《在當地吃得開嗎 (第三季)》美國篇 擔任固定成員（Eric,李玟雨）
- 2019年7月11日～2019年9月12日 MBC Every1《塞維利亞的理髮師 (韓國綜藝)》擔任固定成員（Eric, Andy）
- 2019年8月18日～2019年10月16日 	LIFETIME 《偶像茶館》S1 擔任主持人（Andy）
- 2019年9月2日～2019年12月30日 JTBC2 《冤大頭的排行榜》擔任固定成員（Junjin）
- 2019年12月3日～2020年2月11日 	LIFETIME 《偶像茶館》S2 擔任主持人 （Andy）
- 2020年2月13日～2020年4月23日 MBN 《 地球防衛隊》擔任固定成員（Junjin）
- 2020年5月30日～ tvN 《On & Off》（第5、9、14、15、21、22回）（金烔完）
- 2020年7月8日～ Seezn 《偶像茶館》S3 擔任主持人（Andy）
- 2020年8月24日～ EBS 《 最棒的料理秘訣》擔任主持人（金烔完）
- 2020年9月28日～ SBS 《同床異夢2 - 你是我的命運》E165～ （Junjin）

### 主持節目
電視節目
- 2012年3月17日～2014年1月19日 JTBC《神話放送》(신화방송)

## 電台與直播節目
以下為固定主持節目

### 電台主持
| 電台         | 節目名稱                 | 主持期                         | 主持成員 | 備註                      |
| SBS Power FM | Tenten Club              | 2000年10月23日～2002年10月20日 | 金烔完   | 每日 22:00 - 24:00（KST） |
| KBS Cool FM  | Kangta、申彗星的自由宣言 | 2002年10月21日～2003年4月20日  | 申彗星   | 每日 22:00 - 24:00（KST） |
| KBS Cool FM  | 李玟雨的自由宣言         | 2003年4月21日 ~ 2004年4月25日  | 李玟雨   | 每日 22:00 - 24:00（KST） |
| SBS Love FM  | 申彗星的音樂奧德賽       | 2019年6月3日 ~ 2021年2月21日   | 申彗星   | 每日 20:30 - 22:00（KST） |

### 直播主持
| 直播平台            | 節目名稱                                 | 主持期                     | 主持成員 | 備註                                                       |
| Naver Shopping Live | 金烔完的 Larry GO！ （김동완의 레리GO!） | 2021年3月29日 ~ 2021年12月 | 金烔完   | 播出日：每月最後一週的星期一 20:00（KST），本季共10期      |
| GS SHOP             | GO Sports（고스포츠）                    | 2021年12月中 ~ 迄今        | JunJin   | 播出日：每週日 12：25（KST），2021年12月中前為節目試播主持 |

## 專場演唱會
- 2001年：2001 First Mythology 1st Live Concert
- 2003年：The Everlasting Mythlolgy
- 2003-2004年：Winter Story Tour 2003-04
- 2004年：Winter Story 2004-05「우리는 신화입니다」
- 2005年：Live in Japan 2005（日本演唱會）
- 2005年：Tropical Summer Story Festival
- 2006年：Shinhwa 2006 Tour「State Of The Art」
- 2006年：Shinhwa 2006 Japan Tour「Inspiration #1」（日本演唱會）
- 2007年：Shinhwa 2007 Japan Tour「Shinhwa Forever」 （日本演唱會）
- 2008年：Shinhwa Must Go On：10th Anniversary Live in Seoul
- 2012年：2012 Shinhwa Grand Tour「The Return」
- 2013年：2013 Shinhwa 15th Anniversary Concert「The Legend Continues」
- 2013年：2013 Shinhwa Grand Tour「The Classic」
- 2014年：2014 Shinhwa 16th Anniversary Concert「HERE」
- 2015年：2015 Shinhwa 17th Anniversary Concert「WE」
- 2015年：2015 Shinhwa 17th Anniversary Finale Concert「WE\SHINHWA」
- 2016年：2016 Shinhwa 18th Anniversary Concert「HERO」
- 2016-2017年：2016-2017 Shinhwa Live Tour「UNCHANGING」
- 2017年：2017 Shinhwa Summer Live「MOVE」
- 2018年：2018 Shinhwa 20th Anniversary Concert「HEART」
- 2019年：2019 Shinhwa 21th Anniversary Concert「CHAPTER 4」

- 2022年12月18日：SHINHWA WDJ COME TO LIFE FAN SIGN EVENT
- 2022年12月30/31日：2022 SHINHWA WDJ CONCERT 〈COME TO LIFE〉
- 2023年2月25/26日：SHINHWA WDJ COME TO LIFE FAN SIGN EVENT
- 2023年4月8日：2023 SHINHWA WDJ FANPARTY COME TO LIFE in TAIPEI

- 2023年7月29日：2023 SHINHWA MJ FAN PARTY in MACAU CHINA

## 獎項與榮譽

### 大型典禮與重要榮譽
以下為團體獲獎部分，依每年度獲獎日期順序排列。成員個人獲獎部分請參看個人條目。
| 年分 | 獎項 |
| 1998 | - m.net '98 我們選擇的好音樂錄影帶 – 最佳男新人 |
| 1999 | - KMTV歌謠大典 – 本賞 - 文化觀光部部長 – 表彰受賞「青年特使」 - MBC十大歌手歌謠祭 – 30歲以下十大歌手 |
| 2000 | - 第15屆韓國影像專輯大獎 – 人氣歌手獎、Digital Agit人氣獎 - KMTV歌謠大典－本賞 - SBS歌謠大戰 – 人氣獎 |
| 2001 | - CCTV-MTV音樂盛典 – 亞洲最受歡迎組合 - m.net音樂錄影帶節 – 最佳男子團體 - 第九屆韓國最受歡迎演藝大獎 – 青少年部門歌曲本賞 - 第18屆韓國最佳著裝天鵝獎 – 年度最佳著裝藝人 - 第16屆金唱片獎 – 本賞 - KMTV歌謠大典 – 本賞 - SBS歌謠大戰 – 本賞 - KBS歌謠大賞 – 本賞 - MBC十大歌手歌謠祭 – 30歲以下十大歌手                                                              |
| 2002 | - m.net音樂錄影帶節 – 最佳男子團體 - 第13屆首爾歌謠大賞 – 本賞、體育首爾網最佳人氣獎 - 第17屆金唱片獎 – 本賞 - KMTV韓國音樂大獎 – 本賞 - SBS歌謠大戰 – 本賞、網民最佳人氣獎 - KBS歌謠大賞 – 本賞 - MBC十大歌手歌謠祭 – 十大歌手獎 |
| 2003 | - m.net音樂錄影帶節 – 最佳男子團體、網民人氣獎 - 第18屆金唱片獎 – 本賞 - KMTV韓國音樂大獎 – 年度歌手獎 - 第14屆首爾歌謠大賞 – 本賞、網際網路手機人氣獎 - SBS歌謠大戰 – 本賞、網民人氣獎 |
| 2004 | - 文化觀光部「 Korean Wave 2004」 – 韓流貢獻獎 - 第五屆韓國影像大典 – 特別上鏡獎 - 第19屆金唱片獎 – 本賞、最受歡迎音樂錄影帶獎 - m.net KM音樂錄影帶節 – 最佳男子團體、舞蹈部門獎、海外觀眾獎 - 第二屆韓國時尚世界大獎 – 歌手部門獎 - 第15屆首爾歌謠大賞 – 大賞、本賞、KTF手機人氣獎 - SBS歌謠大戰 – 大賞、本賞 - KBS歌謠大賞 – 本賞 - MBC十大歌手歌謠祭 – 十大歌手獎 |
| 2006 | - 2006 韓中音樂產業企業交流會 – 韓流貢獻獎 - 第四屆東南勁爆音樂榜頒獎典禮 – 最受歡迎海外組合 - 甜瓜音樂獎（線上頒獎時期） – 年度藝人獎 - Mnet KM音樂節 – YEPP網民人氣獎、海外觀眾獎 - 第21屆金唱片獎 – 本賞 - SBS歌謠大戰 – 本賞 |
| 2007 | - 第21屆日本金唱片大獎 – 亞洲最佳藝人獎 - Mnet KM音樂節 – 海外觀眾獎 |
| 2008 | - 第23屆金唱片獎 – 專輯本賞 |
| 2013 | - 第七屆Mnet 20's Choice – 20′s Mwave 環球明星獎、20's 最佳歌聲 |
| 2016 | - 第11屆金票獎 – 國內演唱會音樂人獎 |

### 音樂節目獎項
| 年分 | 播出日期 | 電視台    | 節目名稱       | 獲獎歌曲            | 排名 |
| 1999 | 6月8日   | KBS       | Music Bank     | T.O.P               | 1位  |
| 1999 | 6月22日  | KBS       | Music Bank     | T.O.P               | 1位  |
| 1999 | 6月26日  | MBC       | Music Camp     | T.O.P               | 1位  |
| 1999 | 6月29日  | KBS       | Music Bank     | T.O.P               | 1位  |
| 1999 | 7月4日   | SBS       | 人氣歌謠       | T.O.P               | 1位  |
| 1999 | 7月18日  | SBS       | 人氣歌謠       | T.O.P               | 1位  |
| 1999 | 7月13日  | KBS       | Music Bank     | Yo!                 | 1位  |
| 1999 | 7月20日  | KBS       | Music Bank     | Yo!                 | 1位  |
| 1999 | 7月27日  | KBS       | Music Bank     | Yo!                 | 1位  |
| 1999 | 8月10日  | KBS       | Music Bank     | Yo!                 | 1位  |
| 1999 | 8月15日  | SBS       | 人氣歌謠       | Yo!                 | 1位  |
| 1999 | 8月22日  | SBS       | 人氣歌謠       | Yo!                 | 1位  |
| 1999 | 8月24日  | KBS       | Music Bank     | Yo!                 | 1位  |
| 2000 | 6月24日  | MBC       | Music Camp     | Only One            | 1位  |
| 2000 | 7月1日   | MBC       | Music Camp     | Only One            | 1位  |
| 2000 | 7月8日   | MBC       | Music Camp     | Only One            | 1位  |
| 2000 | 7月9日   | SBS       | 人氣歌謠       | Only One            | 1位  |
| 2000 | 7月16日  | SBS       | 人氣歌謠       | Only One            | 1位  |
| 2000 | 8月27日  | SBS       | 人氣歌謠       | All Your Dreams     | 1位  |
| 2000 | 9月2日   | MBC       | Music Camp     | All Your Dreams     | 1位  |
| 2001 | 9月9日   | SBS       | 人氣歌謠       | Hey, Come On        | 1位  |
| 2001 | 9月16日  | SBS       | 人氣歌謠       | Hey, Come On        | 1位  |
| 2002 | 4月21日  | SBS       | 人氣歌謠       | Perfect Man         | 1位  |
| 2002 | 4月28日  | SBS       | 人氣歌謠       | Perfect Man         | 1位  |
| 2002 | 5月4日   | MBC       | Music Camp     | Perfect Man         | 1位  |
| 2002 | 5月5日   | SBS       | 人氣歌謠       | Perfect Man         | 1位  |
| 2002 | 7月13日  | MBC       | Music Camp     | I Pray 4 U          | 1位  |
| 2003 | 2月1日   | MBC       | Music Camp     | 你的婚禮            | 1位  |
| 2003 | 2月8日   | MBC       | Music Camp     | 你的婚禮            | 1位  |
| 2003 | 2月9日   | SBS       | 人氣歌謠       | 你的婚禮            | 1位  |
| 2003 | 2月16日  | SBS       | 人氣歌謠       | 你的婚禮            | 1位  |
| 2004 | 9月30日  | Mnet      | M! Countdown   | Brand New           | 1位  |
| 2004 | 10月7日  | Mnet      | M! Countdown   | Brand New           | 1位  |
| 2004 | 10月10日 | SBS       | 人氣歌謠       | Brand New           | 1位  |
| 2004 | 10月14日 | Mnet      | M! Countdown   | Brand New           | 1位  |
| 2004 | 10月17日 | SBS       | 人氣歌謠       | Brand New           | 1位  |
| 2004 | 12月12日 | SBS       | 人氣歌謠       | 熱病                | 1位  |
| 2004 | 12月19日 | SBS       | 人氣歌謠       | 熱病                | 1位  |
| 2006 | 6月11日  | SBS       | 人氣歌謠       | Once In a life time | 1位  |
| 2006 | 6月18日  | SBS       | 人氣歌謠       | Once In a life time | 1位  |
| 2006 | 6月22日  | Mnet      | M! Countdown   | Once In a life time | 1位  |
| 2012 | 4月19日  | Mnet      | M! Countdown   | Venus               | 1位  |
| 2013 | 5月23日  | Mnet      | M! Countdown   | This love           | 1位  |
| 2013 | 5月25日  | MBC       | Show! 音樂中心 | This love           | 1位  |
| 2013 | 5月29日  | MBC Music | Show Champion  | This love           | 1位  |
| 2013 | 5月30日  | Mnet      | M! Countdown   | This love           | 1位  |
| 2013 | 5月31日  | KBS       | Music Bank     | This love           | 1位  |
| 2013 | 6月1日   | MBC       | Show! 音樂中心 | This love           | 1位  |
| 2013 | 6月5日   | MBC Music | Show Champion  | This love           | 1位  |
| 2013 | 6月6日   | Mnet      | M! Countdown   | This love           | 1位  |
| 2015 | 3月11日  | MBC Music | Show Champion  | Sniper              | 1位  |
| 2015 | 3月12日  | Mnet      | M! Countdown   | Sniper              | 1位  |
| 2015 | 3月13日  | KBS       | Music Bank     | Sniper              | 1位  |
| 2015 | 3月14日  | MBC       | Show! 音樂中心 | Sniper              | 1位  |
| 2015 | 3月15日  | SBS       | 人氣歌謠       | Sniper              | 1位  |
| 2015 | 3月18日  | MBC Music | Show Champion  | Sniper              | 1位  |
| 2015 | 3月19日  | Mnet      | M! Countdown   | Sniper              | 1位  |
| 2015 | 3月21日  | MBC       | Show! 音樂中心 | Sniper              | 1位  |
| 2015 | 3月22日  | SBS       | 人氣歌謠       | Sniper              | 1位  |
| 2015 | 3月26日  | Mnet      | M! Countdown   | Sniper              | 1位  |
| 2017 | 1月15日  | SBS       | 人氣歌謠       | TOUCH               | 1位  |
| 2017 | 1月22日  | SBS       | 人氣歌謠       | TOUCH               | 1位  |

| 各台冠軍歌曲統計 | 各台冠軍歌曲統計 | 各台冠軍歌曲統計 | 各台冠軍歌曲統計 |
| Mnet             | KBS              | MBC              | SBS              |
| ---------------- | ---------------- | ---------------- | ---------------- |
| 11               | 10               | 17               | 23               |
| 一位總數：63     |                  |                  |                  |

## 書籍出版品
- 2000年1月《SHINHWA FIRST PHOTO ALBUM FACE ZOOM IN ⊕》 (紐約寫真)
- 2001年8月《SHINHWA PHOTO COLLECTION - WILD》 (馬尼拉寫真)
- 2003年4月《SHINHWA VISUAL ESSAY:: A.D.D.I.C.T》 (土耳其寫真)
- 2005年7月《SHINHWA COLORS：OFFICIAL PHOTOBOOK/DVD》(日本寫真日版)
- 2006年3月《SHINHWA PERSONAL HISTORY：OFFICIAL PHOTOBOOK/DVD》(為2005年COLORS的日本寫真韓版)

## 外部連結
- SHINHWA Official Web （页面存档备份，存于） 
- SHINHWA Official Fanclub （页面存档备份，存于）
- SHINHWA Official Instagram （页面存档备份，存于）
- SHINHWA Official Twitter （页面存档备份，存于）
- SHINHWA Official Facebook （页面存档备份，存于）
- SHINHWA Official Weibo （页面存档备份，存于） （中文）
- SHINHWA Official Youtube （页面存档备份，存于）